# Blanche d'Orléans
Blanche d'Orléans, née le 28 octobre 1857 à Claremont House, Esher, Surrey, Royaume-Uni, et morte le 4 février 1932 à Paris, seconde fille de Louis d'Orléans, duc de Nemours et de Victoire de Saxe-Cobourg-Gotha, est un membre de la famille d'Orléans.

## Biographie
Blanche Marie Amélie Caroline Louise Victoire d'Orléans est le quatrième et dernier enfant de Louis d'Orléans, duc de Nemours et de Victoire de Saxe-Cobourg. Elle est née le 28 octobre 1857 à Claremont House, alors que ses parents ont été exilés après la Révolution de 1848. Elle est baptisée à Claremont, le jour même de sa naissance, et tenue sur les fonts par ses oncle et tante, Henri duc d'Aumale et son épouse, Marie-Caroline de Bourbon-Siciles. Sa mère meurt des suites de son accouchement, deux semaines après la naissance de Blanche. Petite-fille du roi des Français Louis-Philippe Ier et de la reine Marie-Amélie, Blanche a deux frères aînés : Gaston, comte d'Eu et Ferdinand, duc d'Alençon, ainsi qu'une sœur, Marguerite d'Orléans.
En 1871, la loi d'exil concernant les Orléans ayant été abrogée, Blanche et sa famille s'installent en France. Elle demeure célibataire auprès de son père qui meurt en 1896. Elle-même meurt le 4 février 1932 dans son hôtel particulier au no 9 avenue Kléber à Paris et est inhumée le 9 février suivant au cimetière de l'Égalité à Lourdes.

## Titulature
- 28 octobre 1857 - 4 février 1932 : Son Altesse Royale la princesse Blanche d'Orléans.